# REMAINS
『REMAINS』（リメインズ.）は、2001年2月9日にリリースされた、日本のア・カペラ ヴォーカルグループ、SMOOTH ACEのメジャー・デビュー・アルバム。

## 概要
- TBS系『チューボーですよ!』エンディング・テーマ「GONE」他、全13曲入り。高橋幸宏ら豪華メンバーをバックに迎え、心地よいヴォーカルと美しいハーモニーを十分に生かした仕上がり。

## 収録曲
全曲 作詞：岡村玄　作曲：重住ひろこ　コーラス・アレンジ：SMOOTH ACE
1. REMAINS　（編曲：高橋幸宏）
2. GONE　（編曲：岸利至）
3. Smile　（編曲：石成正人）
4. アメノチハレ　（編曲：石成正人）
5. あしあと　（編曲：高橋幸宏）
6. 月明かり　（編曲：菅原弘明）
7. Nights have a morning　（編曲：高橋幸宏）
8. Miracle　（編曲：田沼徹浩）
9. サクラ　（編曲：権藤知彦）
10. その瞬間（Groove#2）　（編曲：岸利至）
11. 抜け殻　（編曲：石成正人）
12. リアリティ（ripeness）　（編曲：岸利至 ）
13. やさしい手紙　（編曲：清水靖晃）

## パーソネル
重住ひろこ、岡村玄、平慎也、李眞姫（vo, cho)／高橋幸宏、山木秀夫（d）／小原礼、岡沢章（b）／浜口茂外也（per）／渡辺香津美、徳武弘文、土方隆行（g）／石成正人（g,prg）／佐藤博（kb）／徳澤青弦（Vc）／清水靖晃（ts, prg）／岸利至、木本靖夫、菅原弘明、権藤知彦（prg）

## スタッフ
サウンドプロデュース：高橋幸宏（M-1,5,7）、清水靖晃（M-13） 
レコーディング／ミキシング・エンジニア：加藤博実、中山大輔、叶眞司 
マスタリング・エンジニア：竹中昭彦

## 品番
TOCT-24545

## 再発売
＜CITY POP Selections＞ by UNIVERSAL MUSIC として、2022年10月26日に限定盤として発売